# Segnatore
Il segnatore è un guaritore tradizionale della Garfagnana ancora diffuso nell'area fino agli anni ottanta, epoca in cui furono censiti e intervistati dallo scrittore Oscar Guidi per una ricerca poi pubblicata per la prima volta nel 1987. I segnatori sono esistiti anche in Lunigiana, mentre nella Lomellina esisteva una figura analoga denominata segnona, che operava con metodi simili e su malattie simili, ma la tradizione sembra essere stata interrotta dalle segnone nate attorno agli anni venti-trenta. Nella bassa emiliana erano altresì note come starione.

## Concetto
La procedura adottata dal segnatore per curare il problema del paziente si chiama segnatura e consiste in alcuni segni (da cui il nome) fatti con la mano o con alcuni oggetti specifici sulla parte del corpo interessata dal problema, associati ad alcune formule, in genere (ma non sempre) di carattere cristiano, specifiche per le varie affezioni. La segnatura riguarda sia esseri umani che animali e viene eseguita per affezioni leggere o malattie non gravi, ma viene usata anche per problemi di natura più psichica; negli animali si segnano generalmente il malocchio, le verruche (soprattutto alle mammelle) e la mastite (o mammite come è nota localmente), si usa più o meno la stessa pratica usata per gli umani, ma senza formule. La segnatura può riguardare anche un terreno coltivato che si cerca di liberare dai parassiti delle coltivazioni.
All'epoca della ricerca di Guidi risultavano ancora in attività 92 segnatori, dei quali 67 donne e 25 uomini, quasi tutti ultrasessantenni, distribuiti nelle seguenti località: 
- comune di Camporgiano (nelle località e frazioni di Cascianella, Filicaia, Poggio, Sillicano, Vitoio)
- Careggine (e frazioni di Le coste, Colli di Capricchia, Porreta e Mezzana)
- Castelnuovo di Garfagnana (e frazioni di Gragnanella] e Palleroso, e località di Canepaia e Piano Pieve)
- comune di Castiglione (nelle località e frazioni di Cerageto, Chiozza e Crociale)
- Fabbriche di Vallico (e frazione di Vallico Sotto)
- Fosciandora (e frazioni di Ceserana, La Villa, Treppignana e Riana)
- Gallicano (e frazioni di La Barca, Bolognana, Fiattone)
- comune di Minucciano (nelle località e frazioni di Agliano, Gorfigliano, Verrucolette)
- Molazzana (e frazioni di Eglio e Sassi)
- Piazza al Serchio (e frazioni di Cortia, Nicciano, San Donnino)
- Pieve Fosciana (e frazione di Pontardeto e località di Foce di Capraia)
- San Romano in Garfagnana (e frazioni di Caprignana, Orzaglia e Sillicagnana)
- comune di Sillano (nelle località e frazioni di Brica, Villa Soraggio, Dalli Sotto)
- Vagli Sotto (e frazione di Vagli Sopra)
- Vergemoli (e frazione di Fornovolasco)
- comune di Villa Collemandina (nelle località e frazioni di Corfino, Magnano, Massa, Sassorosso e Sulcina).

## Caratteri generali
La pratica della segnatura risente in maniera notevole dell'influenza della cultura religiosa cattolica come si rileva dalle formule, nelle quali compaiono quasi sempre figure importanti di questa religione a partire da Dio, Gesù e Maria fino a vari nomi di santi, e preghiere cristiane vengono a volte recitate prima e dopo la segnatura; la stessa guarigione viene attribuita dalla maggioranza dei segnatori alla fede in Dio o alla Provvidenza divina e il fattore religioso è ritenuto fondamentale dalla maggioranza dei segnatori.

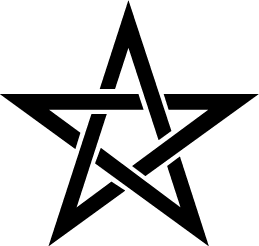
Il gruppo di Salomone

D'altra parte mescolati a elementi cristiani ci sono altri elementi che cristiani non sono: ad esempio la maggior parte dei segnatori sostiene che la guarigione, oltre che alla fede in Dio, è dovuta anche alla fede nelle segnature. Se il segno più tracciato durante le segnature è la croce, un altro segno molto usato è il cosiddetto gruppo di Salomone cioè la stella a cinque punte, un simbolo molto usato dagli occultisti dei secoli passati e oggi simbolo identificativo del neopaganesimo. Inoltre una minoranza di segnatori sostiene che la religione non c'entra con le guarigioni (ma comunque nessuno o quasi sostiene di avere poteri paranormali), non usano formule, e non tramandano la pratica alla vigilia di Natale, ma in un giorno qualsiasi. Infine sembra che la segnatura sia messa in rapporto anche alle fasi della Luna: in particolare se la Luna è calante, la segnatura fa regredire la malattia.
La trasmissione da una persona all'altra delle pratiche (sia la parte gestuale che le formule) avviene generalmente la notte di Natale, in casa oppure in chiesa durante la messa di mezzanotte, ma in altri casi può avvenire in un giorno qualunque, verbalmente o scrivendo le formule su un foglietto che poi viene bruciato.
I segnatori in genere preferiscono tramandare la pratica a familiari o conoscenti, comunque a persone di cui si fidano e che reputano serie. In alcuni casi la trasmettono ad una sola persona perché ritengono di perdere i poteri se fanno altrimenti, oppure ad una donna di famiglia, oppure a qualcuno che abbia le caratteristiche giuste per essere ritenuto un buon segnatore, cioè essere "settimino" (individuo nato al settimo mese o ultimo di sette fratelli) e nato nella notte di Natale. I nuovi segnatori generalmente iniziano lentamente imitando i vecchi, ma ci sono casi di segnatori che sostengono di aver iniziato da soli e improvvisamente. Le formule non si possono tramandare a chiunque perché il segnatore perderebbe i propri poteri per un anno, insieme a chi gliele ha insegnate e a chi le ha apprese da lui. Più formule un segnatore conosce e più "potente" o autorevole sembra essere.
Generalmente si fa solo una segnatura, oppure due se il paziente comincia a guarire; a volte invece se ne fanno parecchie senza un numero determinato; altre volte sono tre, al mattino, al pomeriggio e alla sera, oppure in tre giorni diversi. La segnatura può essere fatta anche a distanza di alcuni chilometri (sia per uomini che per animali) se si conosce il nome del paziente o se ne ha una foto o un indumento; qualcuno lo fa anche per telefono, facendo poggiare la cornetta sulla parte colpita, altri segnano a distanza praticando su una persona e facendo il nome del vero malato.

## Patologie comuni

### Fuoco di Sant'Antonio
Il fuoco di Sant'Antonio è il nome popolare dell'Herpes zoster, localmente noto anche come foco sagro, disagro o foco salvatico. Secondo i segnatori, se la patologia si presenta contemporaneamente in due diverse parti del corpo, queste devono essere "segnate" da due segnatori diversi; inoltre la mancata segnatura porta all'accrescimento dell'herpes per tredici giorni e i suoi sintomi permangono per nove mesi lunari. Sembra che tra gli stessi medici della zona ce ne siano alcuni che consigliano di farsi "segnare" questa patologia.
I metodi di segnatura sono due: uno più "cristiano" che prevede l'uso di tracciare dei segni di croce (ma anche circolari) sulla parte interessata o intorno ad essa con la mano destra bagnata di acqua benedetta o con crocifissi, medaglie o anelli preferibilmente d'argento. Le formule associate sono composte di due-tre versi che invocano la benedizione e/o la guarigione del paziente da parte di Dio, della Vergine e di Cristo.
L'altro metodo ha un carattere più "profano" e segue il principio analogico per cui il fuoco si scaccia col fuoco: prevede l'uso di tracciare dei segni di croce, di cerchio o di stella a cinque punte (nota localmente come gruppo di Salomone) intorno alla parte interessata con pezzi di brace appena tolta dal fuoco o candele accese o piccoli pezzi di legno (anche di olivo benedetto) ai quali si è dato fuoco con un fiammifero o con la fiamma di un fornello. Le formule associate sono composte di tre versi ma non fanno riferimento a elementi della religione cattolica, bensì chiamano in causa direttamente il foco sacro affermando che com'esso ha seccato gli elementi della natura (o monti o fossi), ora sarà esso ad essere seccato dall'elemento caldo applicato alla parte.

### Verruche o porri
Le verruche, volgarmente dette porri, vengono distinti dai segnatori in maschi e femmine e il segnatore può guarire solo quelli del suo stesso sesso. Il paziente non deve guardare i porri dopo la segnatura, per questo è più facile che guariscano gli animali degli esseri umani. La segnatura ha un effetto migliore quando la luna è calante, viceversa se è crescente l'effetto è opposto e la verruca peggiora (cresce). Le verruche vengono trattate in base a diverse procedure, delle qual la più comune è tracciare tre segni di croce o di pentacolo (un gruppo di salomone iscritto in un cerchio) su ogni verruca con l'indice della mano destra (anche bagnato di acqua benedetta) o con crocifissi, medaglie o anelli, oppure con un pezzetto di un ciocco di legno bruciato durante la notte di Natale. Le formule associate sono composte di due-tre o quattro versi che invocano la benedizione e/o la guarigione del paziente da parte di Dio, della Vergine (invocata anche come Maria), di Cristo, di San Giuseppe, la Trinità e un santo non identificato (perché tenuto segreto dalla segnatrice intervistata).
In alternativa esistono dei metodi diversi che generalmente non prevedono l'uso di formule ma sono quasi tutti accomunati dal contatto tra le verruche e degli oggetti che poi devono essere nascosti o abbandonati. Gli oggetti che devono essere posti a contatto delle verruche variano in base alla località e al segnatore: possono essere steli di una pianta erbacea particolare ma ignota che viene chiamata erba dai cento nodi (ma Guidi ritiene che si tratti di una specie molto comune), steli di giunco, fagioli (freschi o secchi), stuzzicadenti, chicchi di grano o di granturco, grani di sale, cordini annodati, un bastone, spicchi di mela; nei casi della mela e dei giunchi il segnatore pronuncia anche una breve formula nella quale si associa la scomparsa della verruca al marcimento dell'oggetto usato.
Altri metodi ancora sono: tracciare segni di croce sulla verruca con l'indice della mano destra bagnato dall'acqua prelevata da tre fonti diverse; sotterrare dei rametti di salice lungo un fosso pieno d'acqua in movimento pensando alla persona malata; e infine il metodo della mano talpata, che consiste nel carezzare e pizzicare le verruche con la mano da parte di individui che da piccoli sono stati sottoposti ad una prova particolare: stringere con la mano una talpa fino ad ucciderla.
I metodi seguiti per guarire i porri degli animali (specie quelli che crescono sulle mammelle delle vacche) sono gli stessi usati per gli esseri umani, ma esiste una variante che prevede l'uso del sangue mestruale della segnatrice.

### Erisipela
L'erisipela, nota generalmente in zona come visibula o visibola o più sporadicamente come desibola, desibula, disibola, visipila, risipila, disipila e mal del rospo, viene trattata con il contatto sulla parte colpita di un oggetto d'argento, mentre l'oro è considerato inefficace (ma in alcune località si segna invece con un anello d'oro e uno d'argento in successione). L'oggetto può essere un anello, un crocifisso, una medaglia, ma anche un bracciale o un orologio, e viene usato prima per accertarsi che si tratta di erisipela constatando se l'oggetto rimane attaccato alla parte malata e poi generalmente usato per tracciare segni a croce, circolari o a gruppo di Salomone sulla parte stessa. In alcune località invece di questi oggetti si usano pezzi di ciocco bruciato la notte di Natale oppure l'indice della mano destra bagnato o meno d'acqua benedetta o d'acqua di tre fonti o addirittura di saliva. In un caso intorno alla parte malata viene disegnato un volto umano con un bastoncino d'inchiostro.
Le formule associate sono composte di due-tre versi che invocano la benedizione e/o la guarigione del paziente da parte di Dio, Maria (invocata anche come Madonna), Gesù, Spirito Santo, Trinità, Santa Apollonia, San Benedetto. Una particolarità di queste formule è l'appellativo associato alla malattia, che viene chiamata disibola trionfale o disibola volante. Le formule sono poi seguite da varie preghiere cristiane (Pater, Ave, Gloria: Padre Nostro, Ave Maria e Gloria al Padre) e in alcuni casi da impacchi fatti di foglie di sambuco imbevute di panna di latte di vacca o di pecora da mettere sulla parte malata.

### Maglia
La maglia o macchia o ulcera dell'occhio sembra essere un leucoma causato da cheratite o da sindrome di Posner-Schlossmann o da un semplice corpo estraneo. Come già nel caso dei porri, anche le maglie vengono distinte dai segnatori in maschi e femmine e il segnatore può guarire solo quelle del suo stesso sesso. Viene trattata con segni di croce tracciati con medaglie d'argento (ma anche d'oro) o col pollice destro bagnato di saliva.
Un altro metodo consiste nello spruzzare nell'occhio colpito delle gocce di una qualche sostanza, che può essere il sangue del segnatore fatto uscire bucandosi un dito, oppure acqua messa in un piatto a cui è stato aggiunto (in un caso tracciandovi una croce) del sale (o altre sostanze non identificate) e poi spruzzato sull'occhio intingendovi la mano destra del segnatore, mentre ciò che avanzato nel piatto viene buttato nel fuoco.

### Orzaiolo
L'orzaiolo e il calazio (spesso confuso col primo) vengono trattati con segni di croce con anello d'argento o corona del rosario, oppure mimando l'atto di cucire l'occhio malato con in mano ago e filo, oppure facendo appoggiare l'occhio malato all'imboccatura di una bottiglia d'olio e facendo guardare al paziente il fondo per un po' di tempo. Secondo una credenza, l'orzaiolo può essere causato da una maledizione lanciata da una donna incinta (pronunciando a bassa voce la frase ti venisse un orzaiolo), nel caso che il padrone di casa non le offra del cibo che l'attira particolarmente.

### Bruciature
L'ustione, localmente nota anche come foco domestico (per contrapposizione al foco salvatico, cioè l'Herpes zoster) viene trattata con segni di croce o circolari con la mano destra (in un caso con il pollice bagnato di saliva), o con medaglie d'argento o con la corona del rosario, o con anelli d'oro e d'argento in successione, oppure ancora alitando intorno all'ustione. Le formule associate sono composte di 2-4 versi che invocano la benedizione e/o la guarigione del paziente da parte della Madonna, di Gesù, della Trinità e di San Lorenzo, con un verso particolare che recita carne cotta ritorni cruda.

### Dolori
Per mal di denti, mal di pancia e dolori in genere si usa il trattamento più comunemente usato anche per altre malattie, cioè segni di croce tracciati con medaglie d'argento o anello matrimoniale.
Per mal di testa e dolore alle arcate sopraccigliari (localmente noto come mal del ciglio o ciglio solare) si utilizza un'accetta o altro strumento tagliente da passare sulla parte dolorante (variante: l'accetta viene infissa in una zolla di terreno con erba e il tutto posto sulla parte interessata).
In caso di mal di stomaco, segnatore e paziente devono stendere in aria un grembiule o una cintura che per tre volte viene misurata con l'avambraccio dal segnatore e poi stretta attorno alla vita del segnato.
Gli strappi nella regione lombo-sacrale (localmente noti come sinistri) vengono invece trattati senza la presenza fisica del paziente. Infatti, una volta noto il nome del sinistrato, viene messo sul fuoco un barattolo pieno d'acqua, al quale sono aggiunti due pezzi di stelo di paglia o grano (senza nodi) disposti a croce e alcuni ingredienti segreti. Quando l'acqua inizia a bollire il contenuto viene versato in un piatto che a sua volta viene posto sul davanzale di una finestra rivolta a occidente; al calar del sole il segnatore pronuncia una formula guardando il contenuto del piatto, per poi ritirarlo dal davanzale al sorgere del sole. In una variante il contenuto viene gettato nel fuoco una volta ritirato dal davanzale, in un'altra quando il contenuto viene rovesciato sul piatto, vi si mette sopra anche il barattolo capovolto e su questo si pongono due rametti di olivo benedetto disposti a croce, depositando il tutto in un qualunque luogo della casa finché il sinistro non scompare.

## Altre patologie
Altre patologie "curate" dai segnatori sono l'itterizia, le emorragie da ferite e dal naso, le cosiddette lenticchie (piccole macchie bianche sottocutanee), le parassitosi (elmintiasi, ossiuriasi, ascaridiasi), volgarmente note come vermi o bachi, la dermatite seborroica, nota anche come "crosta del latte" e localmente come lattime.
In tutti questi casi si interviene con l'uso comune di tracciare segni di croce con la mano destra o medaglie d'argento o anelli matrimoniali o corona del rosario sulla o intorno alla parte interessata (il fegato nel caso dell'itterizia, il ventre e la testa nel caso delle parassitosi).
La formula usata per la dermatite seborroica è molto simile a una di quelle a carattere "profano" usate per il fuoco di Sant'Antonio, mentre in quella usata per la parassitosi si enumerano i giorni della Settimana Santa fino a Pasqua.
Un caso particolare è la segnatura dell'ernia, attestata nel 1930 e oggi probabilmente scomparsa. In questo caso si spaccava in quattro una pianta giovane di noce nel senso della lunghezza e attraverso di essa ci si faceva passare il paziente in giorni e ore precise, con formule e segni specifici. Il trattamento proseguiva fino alla guarigione della persona, dopo di che la pianta poteva essere usata per un altro trattamento; se però il primo malato non fosse ancora guarito, il secondo che fosse passato attraverso la pianta spaccata avrebbe preso su di sé anche l'ernia del primo.

## Malattie dell'anima

### Paura
La paura (in special modo nei bambini) viene trattata otto giorni dopo aver ricevuto lo spavento che l'ha provocata, mediante l'infuso di una pianta detta erba della paura (Stachys recta); la segnatrice immerge le mani in tre catinelle contenenti questo liquido, quindi passa a frizionare delicatamente braccia e gambe del bambino, dopodiché con la mano destra fa un segno di croce sulla sua testa pronunciando una formula (ignota).

### Malocchio
All'epoca della ricerca di Guidi, la segnatura del malocchio (o maldocchio, come è più comunemente noto in zona) era la pratica più diffusa in Garfagnana, tanto che era nota anche fra la gente comune. Il malocchio può essere trasmesso direttamente dal maldocchiatore alla vittima, oppure indirettamente attraverso oggetti, generalmente indumenti, ma anche soprammobili o il pane. Secondo alcuni segnatori, il malocchio può essere tolto a distanza se si conosce il nome della vittima o se si ha un suo indumento intimo. Inoltre, il malocchio può essere tolto solo se maldocchiatore e segnatore sono dello stesso sesso, altrimenti bisogna tenere un indumento, del sesso richiesto, sollevato sulla testa della vittima.

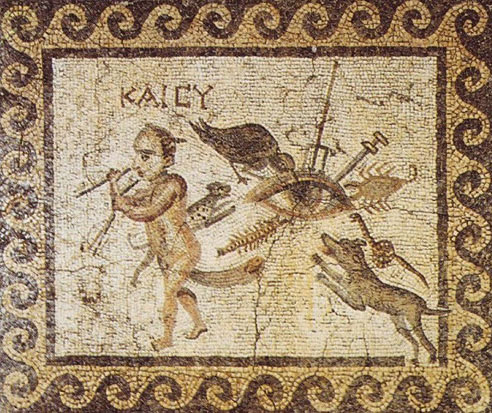
Raffigurazione del malocchio in un antico mosaico romano

Si ritiene che il maldocchiatore possa essere: una persona gelosa, una persona invidiosa, una persona innamorata ma respinta, una persona cattiva, una persona con la vista "più forte" o con la vista "potente" o ancora con l'occhio "cattivo" o "porcino", una donna rimasta incinta per lussuria. In alcuni casi il maldocchiatore può essere una madre (verso i propri figli), uno zio (verso i propri nipoti) e addirittura un prete. Non è detto però che il malocchio sia causato sempre e solo da un essere umano; si pensa infatti che anche passare sotto un noce possa causarlo, sia agli animali che ai ragazzi. La maldocchiatura sarebbe un atto generalmente involontario, ma in alcuni casi potrebbe essere deliberato.
Il maldocchiatore non è tale fin dalla nascita, ma acquisirebbe le sue facoltà col passare del tempo, generalmente a causa del diavolo o di altri esseri malvagi non ben specificati, ma anche voltandosi a guardare l'altare mentre esce dalla chiesa.
Le vittime del malocchio tra gli esseri umani sono soprattutto i bambini, raramente gli adulti, mentre tra gli animali domestici sono soprattutto mucche e pecore ad essere colpite.
I sintomi del malocchio negli esseri umani sarebbero di natura fisica, come l'aggruppamento ("intreccio") dei capelli, e di natura psichica come il nervosismo, l'inappetenza, la svogliatezza, il pianto, l'insonnia, e un più generico "sentirsi morire". Negli animali invece il malocchio causerebbe anomalie riscontrabili sulle mammelle (mastite) o durante la mungitura (l'animale non dà più latte, o la dà misto a sangue, o dà solo sangue) o durante la produzione di formaggio (il latte non caglia).
La verifica della presenza del malocchio in una persona viene attuata con un metodo molto conosciuto, che consiste nel mettere un po' d'acqua in un piatto bianco (per altri non ha importanza il colore), porre il piatto sopra la testa della persona da esaminare (senza appoggiarlo), aggiungervi tre gocce d'olio (o una sola o un numero vario) facendole gocciolare dal mignolo della mano destra oppure direttamente dalla bottiglia o ancora da un cucchiaio nel quale è stato messo anche un rametto d'olivo con un filo da cucito intorno e bruciato con la fiamma di una candela, e osservarne il comportamento: se le gocce rimangono integre non c'è malocchio, se si disintegrano il malocchio è presente. Alcuni segnatori aggiungono all'acqua anche tre carboni tolti dal fuoco e in quel caso la persona esaminata deve fissare lo sguardo su di essi, altri mettono due foglie di olivo benedetto in croce e le bruciano con una candela benedetta a Candelora, altri ancora aggiungono all'acqua tre foglie di olivo benedetto o di palma benedetta. Il contenuto del piatto viene poi gettato nel fuoco (ma se è stato usato il metodo del rametto d'olivo, il contenuto del piatto va gettato nell'acquaio e quello del cucchiaio nel fuoco).
Una volta verificata la presenza del malocchio, si passa al trattamento, il cui metodo più comunemente usato dai segnatori consiste nel tracciare per tre volte col mignolo destro una croce sull'acqua contenuta nel piatto usato per verificare se c'è il malocchio, e pronunciare per tre volte una breve formula di benedizione, gettando poi il contenuto nel fuoco. Altri metodi prevedono il tracciare segni di croce sulla testa della vittima con la mano, con medaglie, con anelli matrimoniali; oppure cucire tre granelli di sale sulla camicetta della bambina colpita e poi gettarla nel fuoco dopo otto giorni.
Ci sono metodi per costringere il maldocchiatore stesso a intervenire per togliere il malocchio. Se infatti si mette a bollire in acqua un indumento della vittima, in genere la canottiera, talvolta rigirandola con una rocca da filato, per analogia il maldocchiatore si sente "bollire" e trafiggere la pancia ed è costretto a recarsi nel luogo dove si esegue la bollitura e a benedire la vittima con la formula Dio ti benedica. Nel caso degli animali, è capitato che si sia messo a bollire un ciuffo di peli di un toro particolarmente nervoso e che sia comparso il maldocchiatore venuto a benedire il toro per sciogliere l'incantesimo, oppure che un maiale particolarmente duro a morire, nonostante i colpi di pistola esplosi in testa, abbia causato l'arrivo del maldocchiatore che ha ucciso l'animale semplicemente gettandogli addosso un panno di lana (atto che evidentemente ha sciolto l'incantesimo).
Può capitare che il maldocchiatore stesso, recandosi in una casa o una stalla che non è intenzionato a colpire neanche involontariamente, pronunci la formula Sant'Antonio benedica questo luogo per immunizzarlo dal proprio malocchio.
Rimedi preventivi contro il malocchio da parte delle potenziali vittime sono braccialetti o collane di perline rosse, oppure il gesto della "castagna" (compiuto incrociando il pollice e l'indice di una stessa mano).

### Stregoneria

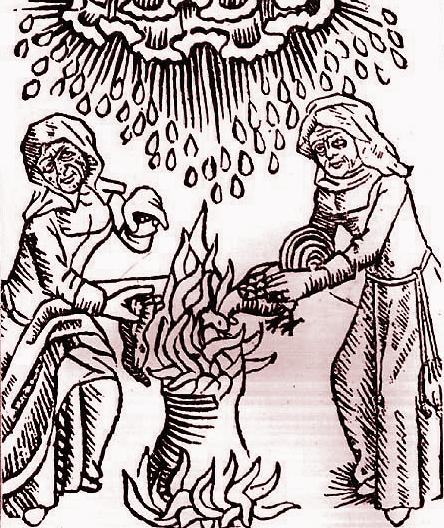
Streghe intorno al calderone (xilografia del 1489)

La stregoneria sarebbe simile al malocchio, ma molto più rara e può portare alla morte. Secondo alcuni, rientrerebbero tra i casi di stregoneria maldocchiare volontariamente, trafiggere con spilli delle figurine di vario materiale rappresentanti la vittima, introdurre all'interno del guanciale della vittima "oggetti di stregoneria" come corone di piume (che aggravano la vittima man mano che crescono, causandone la morte quando si chiudono) o di materiale sintetico, pezzi di corda, unghie umane e animali, zampe di gatto o di altro animale, scarpe.
I procedimenti usati per trattare la stregoneria sembrano essere simili a quelli usati per il malocchio (per esempio, la bollitura dei panni e l'uso della rocca da filato).

## Parassiti delle coltivazioni
Esistono o sono esistiti metodi di segnatura per combattere l'infestazione da parassiti (insetti e bruchi) delle coltivazioni, eseguiti spesso da preti. Nel caso dei bruchi, oltre alla segnatura, si procedeva anche a legare insieme tre grossi esemplari, pronunciare su di loro delle maledizioni in nome della Trinità e trascinarli dalla coltivazione ai rovi: questo avrebbe costretto per analogia gli altri bruchi a seguirli e a liberare il terreno coltivato.